# Regularkleriker vom Guten Jesus
Die Regularkleriker vom Guten Jesus waren eine römisch-katholische Ordensgemeinschaft, die von etwa 1526 bis 1651 bestand.
Auf Anregung der seligen Gentile von Ravenna, einer Schülerin der seligen Margareta von Ravenna († 1505), gründete der Weltpriester Girolamo (Hieronymus) Maluselli († 1541) um das Jahr 1526 in Ravenna mit Unterstützung des Priesters Leo die neue Ordensgemeinschaft. Die Regularkleriker vom Guten Jesus waren nach den 1524 gegründeten Theatinern der zweite Regularklerikerorden. Der Männerorden nahm die Augustinerregel an. Nachdem sich erste Erfolge der Ordenstätigkeit eingestellt hatten, bestätigte Papst Julius III. im Jahre 1551 den Orden, ebenso wie später Papst Paul IV. Trotz aller Anstrengungen konnte sich der Orden jedoch mit den Regularklerikerorden der Theatiner und der Jesuiten bei weitem nicht messen. Als der Orden „kaum mehr als zehn Mitglieder aufwies“, verfügte Papst Innozenz X. am 22. Juni 1651 dessen Aufhebung.